# ブルーボールズ
ブルーボールズ（英: Blue balls）は、オーガズムを得られずに性的興奮が長時間続いたために生じる性器の不快な感覚のことである。痛みがひどくなることは稀であり、両側に影響する。女性ではクリトリスや外陰部に影響する場合がある。ブルーボールズと言われているが、何かが青くなるという証拠はない。
根本的な機序は、一時的な体液うっ滞による精巣上体の高血圧が関与していると考えられているが、これを裏付ける証拠はない。ブルーボールズは医学的な病気として認識されておらず、学術文献でもほとんど議論されていない。
ブルーボールズは深刻なものではなく、特別な治療をしなくても治る。通常、数時間以内に不快感は解消され、オーガズムが起こることにより早く解消される。オーガズムは自慰行為によっても得られ、パートナーとの性交を正当化するものではない。また、気を紛らわせたり、冷たいシャワーを浴びたり、身体活動を行うことも効果的な場合がある。
ブルーボールズは、男性の56％と女性の42％に生じると報告されている。最も一般的には若い男性に発生する。「ブルーボールズ」という用語は、1920年頃に米国で生まれたと考えられている。あまり知られていないが、女性の場合、これに相当するものは「blue vulva」または「blue bean」と呼ばれている。